# マット・スコット
マット・スコット（Matt Scott、1990年9月1日 - ）は、ユナイテッド・ラグビー・チャンピオンシップ、エディンバラ・ラグビーに所属するラグビー選手。  

## プロフィール
- スコットランド・ダンファームリン出身。
- ポジションはセンター(CTB)。
- 身長 185cm、体重 106kg
- スコットランド代表キャップ数は40(2024年10月現在)でラグビーワールドカップ2015のスコットランド代表に選ばれた[1]。

## 略歴
エディンバラ、グロスターを経て、2018年、エディンバラに復帰。  
2020年、レスター・タイガースに加入。
2024年、エディンバラに復帰。